# Сент Џозеф (Тенеси)
Сент Џозеф (енгл. St. Joseph) град је у америчкој савезној држави Тенеси.

## Демографија
По попису из 2010. године број становника је 782, што је 47 (-5,7%) становника мање него 2000. године.
| Група             | 2000.       | 2010.       |
| Белци             | 795 (95,9%) | 750 (95,9%) |
| Афроамериканци    | 8 (1,0%)    | 3 (0,4%)    |
| Азијати           | 0 (0,0%)    | 2 (0,3%)    |
| Хиспаноамериканци | 19 (2,3%)   | 15 (1,9%)   |
| Укупно            | 829         | 782         |